# ناو کراسنی کریم
ناو کراسنی کریم (به انگلیسی: Soviet cruiser Krasnyi Krym) یک کشتی بود که طول آن ۱۵۸٫۴ متر (۵۱۹ فوت ۸ اینچ) بود. این کشتی در سال ۱۹۱۵ ساخته شد.